# بوكي بارك وي: بيكاتشوز أدفانتشر
بوكي بارك وي: بيكاتشوز أدفانتشر (بالإنجليزية: PokéPark Wii: Pikachu's Adventure)‏، هي لعبة فيديو من نوع أكشن ومغامرات، صدرت في السوق في العام 2009، وكانت تعمل لمنصة نينتندو وي، وتم إعادة الإصدار سنة 2015 على منصة نينتندو وي يو.

## المواقع الخارجية
- بوكي بارك وي: بيكاتشوز أدفانتشر على موقع IMDb (الإنجليزية)

- الموقع الرسمي بالانكليزية
- الموقع الرسمي باليابانية